# Министерство юстиции Азербайджана
Министерство юстиции Азербайджана — орган исполнительной власти в сфере юстиции Азербайджана.

## История

### Период АДР
С момента создания Азербайджанской Демократической Республики в 1918 году, молодая республика ввиду царившего хаоса в стране, как и во всей бывшей Российской империи, остро нуждалась в восстановлении разрушенных структур правосудия, сферы суда и следствия. 22 ноября 1918 года на заседании парламента Азербайджанской Демократической Республики было принято Положение о министерстве юстиции АДР. 
Первым министром юстиции Азербайджана стал член партии «Мусават» Халил-бек Хасмамедов, прежде работавший помощником прокурора. До этого он также являлся депутатом Государственной думы Российской империи от Елизаветпольской губернии.

### Период Азербайджанской ССР
После установления советской власти 28 апреля 1920 года решением Азербайджанского Революционного Комитета министерство юстиции АДР было упразднено. Вместо него был создан Народный комиссариат труда и юстиции. 
В 1930 году Комиссариат был ликвидирован. Все его полномочия были переданы Верховному cуду Азербайджанской ССР, Центральному исполнительному комитету, прокуратуре и другим органам.  
В 1933 году Народный комиссариат юстиции был реорганизован. В его полномочия вошла подготовка законопроектов, толкование законов, подготовка судейских кадров, оказание юридической помощи населению, управление пенитенциарной системой. 
В 1937 году утверждено новое Положение о Народном комиссариате юстиции. В результате его полномочия были существенно ограничены. 
7 декабря 1959 года Министерство юстиции вновь было упразднено. Руководство деятельностью судебных органов было вновь передано Верховному суду.
Вторым днем рождения Министерства юстиции Азербайджанской ССР считается 27 октября 1970 года с приходом к власти в республике Гейдара Алиева.

### Современный период
Указом от 11 ноября 2000 года день утверждения первого Положения министерства юстиции (22 ноября)  был объявлен профессиональным днем работников суда. 
Распоряжением Президента Азербайджанской Республики от 6 февраля 2009 года утверждена Государственная программа развития судов Азербайджана на 2009 — 2013 годы.

## Структура
Во главе министерства юстиции стоит министр, имеющий трех заместителей, а также начальника пенитенциарной службы.
В аппарат министерства юстиции входят:
- Главное управление организации и контроля
- Главное управление по вопросам законодательства
- Главное управление регистрации и нотариата
- Главное управление принудительного исполнения
- Центр по работе с муниципалитетами
- Служба пробации
- Управление международного сотрудничества
- Управление по правам человека и связям с общественностью
- Следственное управление
- Управление кадров
- Инспекция по надзору за исполнением наказаний
- Секретариат
- Управление по финансам и обеспечению
- Управление информационно-коммуникационных технологий

Подчиненными учреждениями Министерства являются:
- Пенитенциарная служба
- Академия юстиции
- Центр судебной экспертизы
- Главное медицинское управление
- Региональные, местные и иные учреждения[3]
  - Бардинское Региональное управление юстиции (территория юрисдикции: Бардинский, Тертерский, Агджабединский, Евлахской районы и город Мингечевир)
  - Геокчайское Региональное управление юстиции (территория юрисдикции: Агдашский, Ахсуйский, Зердабский, Исмаиллинский, Кюрдамирский, Геокчайский, Уджарский и Шемахинский районы)
  - Гянджинское Региональное управление юстиции (территория юрисдикции: Дашкесанский, Геранбойский, Самухский, Гёйгёльский районы, города Гянджа и Нафталан)
  - Имишлинское Региональное управление юстиции (территория юрисдикции: Бейлаганский, Билясуварский, Имишлинский и Саатлинский районы)
  - Карабахское Региональное управление юстиции (территория юрисдикции: Агдамский, Агдеринский, Джебраильский, Физулинский, Кельбаджарский, Лачинский, Губадлинский, Шушинский, Ходжалинский, Ходжавендский, Зангеланский районы и город Ханкенди)
  - Ленкоранское Региональное управление юстиции (территория юрисдикции: Астаринский, Лерикский, Ленкоранский, Масаллинский, Ярдымлинский, и Джалилабадский)
  - Сумгаитское Региональное управление юстиции (территория юрисдикции: Апшеронский, Гобустанский, Хызинский районы и город Сумгаит)
  - Хачмазское Региональное управление юстиции (территория юрисдикции: Губинский, Гусарский, Шабранский, Сиазаньский и Хачмазский районы)
  - Шамкирское Региональное управление юстиции (территория юрисдикции: Агстафинский, Газахский, Кедабекский, Товузский и Шамкирский районы)
  - Шекинское Региональное управление юстиции (территория юрисдикции: Балакенский, Гахский, Габалинский, Загатальский, Огузский районы и город Шеки)
  - Ширванское Региональное управление юстиции (территория юрисдикции: Нефтечалинский, Сабирабадский, Салянский, Аджигабульский районы и город Ширван)

Министерство Юстиции Нахичеванской Автономной Республики является центральным органом исполнительной власти автономии и не указан в системе Минюста Республики Азербайджан. 

## Функции
- участвует в формировании единой государственной политики в области правосудия и обеспечивает реализацию данной политики;
- обеспечивает развитие судебной системы;
- проводит правоохранительную деятельность;
- готовит проекты законодательных актов, проводит юридическую экспертизу нормативных правовых актов и государственную регистрацию;
- обеспечивает нотариальную деятельность;
- осуществляет государственную регистрацию некоммерческих юридических лиц, представительств и филиалов иностранных некоммерческих правовых субъектов;
- осуществляет Государственный реестр населения Азербайджанской Республики;
- оказывает поддержку деятельности судов, пенитенциарных учреждений и муниципалитетов в соответствии с законодательством;
- проводит научные исследования в сфере юриспруденции;
- обеспечивает выполнение обязательств, принятых Азербайджанской Республикой, регулируемых международными соглашениями Азербайджанской Республики;
- действует в других направлениях, определенных законодательством.

## Министры
- Алисааб Оруджов[азерб.] (5 февраля 1991 — 7 апреля 1992)
- Ильяс Исмаилов (8 апреля 1992 — 13 января 1995)
- Судаба Гасанова (10 января 1998 — 18 апреля 2000)
- Фикрет Мамедов (19 апреля 2000 — 14 февраля 2024)[4][5]
- Азер Джафаров[азерб.] (и.о.) (16 февраля 2024 — 27 февраля 2024)[6]
- Фарид Ахмедов (с 27 февраля 2024)[7]

## Деятельность
Министерством создан портал e-qanun.az, на котором ведётся размещение нормативно-правовых актов, принятых в Азербайджане. На декабрь 2023 года количество посетителей e-qanun.az достигло 5 млн.
На декабрь 2023 года более 30 видов услуг Министерством оказывается в цифровом формате.
Министерством разработана и внедрена служебная платформа «ƏN TEZ». Служба позволяет дистанционно обращаться в министерство посредством видеозвонка, пользоваться в онлайн формате нотариальными услугами, осуществлять государственную регистрацию актов гражданского состояния, обращаться в суд и возбуждать исполнительное производство по исполнению судебных решений. Служба внедряется в центрах DOST, службе «ASAN», Международном аэропорту Гейдар Алиев.

### 2023 год
В 2023 году Министерством внесены изменения в около 1600 законодательных актов. Осуществлена правовая экспертиза более 3700 актов.
Совершено 5,1 млн нотариальных действий. Осуществлена регистрация более 262 тыс. актов гражданского состояния. 
Число пользователей приложения «Мобильный нотариат» составило 900 тыс.
17 ноября 2023 года в посёлке Умбаки около Баку сдан в эксплуатацию пенитенциарный комплекс.

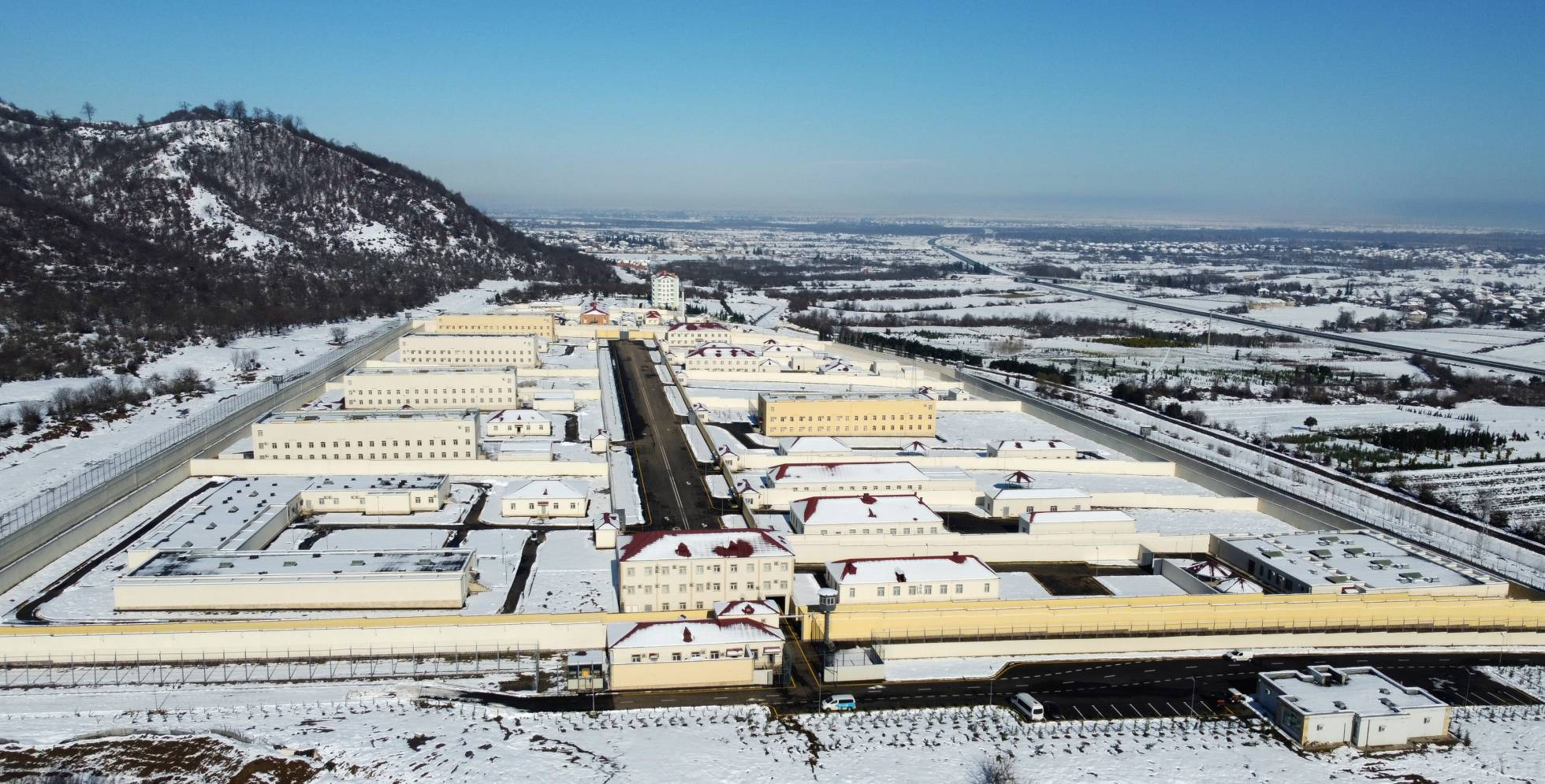
Пенитенциарный комплекс в Ленкорани

### 2024 год
16 января 2024 года сдан в эксплуатацию пенитенциарный комплекс в Ленкорани. 
В апреле 2024 года электронная цифровая подпись «SİMA İmza» внедрена в приложение «Мобильный нотариат». 
В октябре 2024 года введена продажа имущества должника, связанного с исполнением исполнительного документа на электронном аукционе. 

### 2025
С 1 июля 2025 года через информационную систему Министерства отделами регистрации актов гражданского состояния, отделами консульских учреждений, представителями исполнительной власти в связи с запретом родственных браков будет проверяться наличие родственных связей между лицами, желающими вступить в брак.

## Международное сотрудничество
Министерство юстиции сотрудничает с министерством юстиции России. 3 октября 2001 г. в Москве между двумя министерствами было подписано соглашение о сотрудничестве. У министерства юстиции есть соглашения о сотрудничестве также со странами СНГ, в том числе Узбекистаном, Казахстаном, Белоруссией.
Министр юстиции Азербайджана также является вице-президентом Исполнительного комитета Международной ассоциации антикоррупционных органов.